# Управление закупками
Управление закупками — это управление процессом закупок и связанными с ним аспектами в организации, направленное на достижение её стратегических целей.
Существуют централизованные и децентрализованные модели закупок. Также дополнительно выделают смешанную модель закупок.
- централизованная модель — закупки проводит специализированное подразделение, которое принимает заявки и размещает заказы у поставщиков.
- децентрализованная модель — в такой модели нет специализированного подразделения, а закупки осуществляет сам заказчик.
- смешанная модель — сочетает элементы централизованной и децентрализованной модели, когда при наличии централизованного отдела закупок некоторые подразделения имеют право самостоятельно приобретать нужную продукцию, как правило, на небольшие суммы.

Существует также стратегии закупок. Например, push и pul —  стратегия по взаимоотношению с поставщикамиl.
- push (толкающая) — организация создает большой пул поставщиков, чтобы создать между ними конкуренцию, а сами закупки проводятся по указанию руководства в соответствии с план-графиков. Данную стратегию чаще всего используют госкомпании и промышленные предприятия.
- pull (тянущая) — организация создает небольшой пул поставщиков, которых включает в свою логистическую систему, чтобы получать от них продукцию по запросу и точно в срок. Плюсы такой стратегии в том, что компании не создает собственных складских запасов, а также может работать со своими поставщиками на особых условиях.

Отдел управления закупками может быть сформирован и управляться одним или несколькими сотрудниками, чтобы гарантировать, что все услуги, товары, расходные материалы и инвентарь, необходимые для работы организации, заказаны и хранятся на складе, а также контролируются уровни запасов и связанные с ними расходы.
Управление закупками включает, как правило, следующие процессы:
- Управление поставщиками
- Управление затратами и сокращением затрат
- Оценка рисков
- Управление заказами на закупку

но не ограничивается только ими.
Управление закупками может повлиять на стоимость продукта. Правильно работающий процесс управления закупками должен гарантировать, что все товары, материалы и инвентарь, необходимые для ведения бизнеса, заказаны и хранятся на складе. В рамках процесса управления закупками также контролируется стоимость заказываемых товаров, уровень запасов, выстраиваются прочные отношения с поставщиками.